# المقيطع (مركز عسفان)
المقيطع قرية سعودية، تتبع مركز عسفان في محافظة الجموم بمنطقة مكة المكرمة. تقع في شمال غرب مكة المكرمة بمسافة تقارب (60) كم.